# Сид Тостадо, Альмудена
Альмудена Сид Тостадо (исп. Almudena Cid Tostado; род. 15 июня 1980, Витория, Испания) — испанская спортсменка (представляла художественную гимнастику в индивидуальных упражнениях). Участница 4 летних Олимпиад (1996, 2000, 2004 и 2008).

## Биография
Альмудена начала заниматься художественной гимнастикой в возрасте 6 лет. Её мать первоначально хотела, чтобы её дочь посвятила себя балету, но всё же предпочтение было отдано гимнастике.
Альмудена стала членом национальной сборной Испании с ноября 1994. Она становилась первой испанской гимнасткой в истории, активно конкурирующей в двух олимпийских финалах, Атланте и Сиднее, и она  также единственная «художница», участвовавшая  последовательно в четырёх Олимпийских играх - Атланта 1996, Сидней 2000,  Афины 2004 и Пекин 2008.
В разное время она тренировалась у нескольких тренеров, в том числе у Дали Куткайте и Нины Витриченко (мать и тренер Елены Витриченко).
Альмудена живёт в Барселоне. У неё заключено несколько модельных контрактов (в том числе с Nike).

## Интересные факты
- Альмудена Сид Тостадо, пожалуй, единственная из западных гимнасток, которая на равных соперничала с гимнастками из Восточной Европы.
- Пока единственная «художница», которая выступала подряд на 4-х Олимпийских играх (начиная с Атланты и заканчивая Пекином).
- Она говорит по-испански, баскски и английски.
- В интервью Альмудена не раз заявляла, что она не испанская гимнастка, а баскская.
- Именем Сид Тостадо назван один из элементов художественной гимнастики в упражнениях с мячом.
- Альмудену не раз выбирали в качестве «мисс турнира» или «мисс элегантность».

## Спортивные результаты
- 1995	Чемпионат мира, 	 Вена	5-е место - команда.
- 1996	Чемпионат мира, 	 Будапешт 	4-е место	- скакалка;  6-е место	 - мяч.
- 1996 Олимпийские игры, 	 Атланта	9-е место	- индивидуальное многоборье.
- 1997	Чемпионат мира, 	 Берлин	7-е место	- лента,  команда; 8-е место - булавы.
- 1998	Чемпионат мира, 	 Севилья	6-е место	- булавы, обруч,  лента,  скакалка.
- 1999	Чемпионат мира, 	 Осака	5-е место	- команда; 7-е место - групповое многоборье, скакалка;  12-е место	-	индивидуальное многоборье.
- 2000	Чемпионат Европы, 	 Сарагоса	5-е место	- обруч;  8-е место - индивидуальное многоборье.
- 2000 Олимпийские игры, 	 Сидней	9-е место - индивидуальное многоборье.
- 2001	Мировые гимнастические игры,  Акита	4-е место	- мяч, булавы, обруч, скакалка.
- 2001	Чемпионат мира, 	 Мадрид	4-е место	- обруч, команда;  7-е место	- индивидуальное многоборье.
- 2001	Чемпионат Европы, 	 Женева     7-е место	- мяч; 8-е место - булавы.
- 2002	Финал Кубка мира,	 Штутгарт 	6-е место	- обруч.
- 2002	Чемпионат Европы, 	 Гранада	7-е место	- мяч, индивидуальное многоборье; 8-е место - обруч, скакалка.
- 2003	Чемпионат мира, 	 Будапешт 	6-е место	- команда; 8-е место	- булавы; 13-е место	- индивидуальное многоборье.
- 2003	Чемпионат Европы, 	 Риза	6-е место	- обруч, лента;  7-е место - булавы; 8-е место - мяч.
- 2004	Чемпионат Европы, 	 Киев	7-е место	- индивидуальное многоборье.
- 2004 Олимпийские игры, 	 Афины	8-е место	- индивидуальное многоборье.
- 2005	Чемпионат Европы, 	 Москва	6-е место	- команда; 128-е место - индивидуальное многоборье.
- 2005 Чемпионат мира, 	 Баку	8-е место	- булавы; 11-е место	- индивидуальное многоборье.
- 2008 Олимпийские игры, 	 Пекин	8-е место	- индивидуальное многоборье.